# エンドゥカ・オディゾール
エンドゥカ・エマニュエル・オディゾール（Nduka Emanuel Odizor, 1958年8月9日 - ）は、ナイジェリア・ラゴス出身の元男子プロテニス選手。ランキング自己最高位はシングルス52位、ダブルス20位。ATPツアーでシングルス1勝、ダブルス7勝を挙げた。テニス不毛の地であったナイジェリアに大きな足跡を残した人物である。身長182cm、体重75kg。

## 経歴
彼のテニス経歴で最初に確認できるのは、アマチュア選手としてヒューストン大学で1980年代にプレーしていたものである。現存するオディゾールの戦歴には不明瞭な部分が多く、デビュー以後数年の戦績が確認できない。1983年にはウィンブルドン選手権1回戦でギリェルモ・ビラス（アルゼンチン、当時世界ランク4位）を下す番狂わせを演じ、4回戦まで進んでいる。同年11月の台湾・台北大会でシングルス初優勝を遂げるなど、この頃には既にランキングトップ100に定着していた。
オディゾールはダブルスでより顕著な記録を残している。ダブルスでは7度の優勝（この中にジャパン・オープンでの優勝が含まれる）と5度の準優勝を遂げている。
オディゾールは同じ年のトニー・ムモーとともに、テニス不毛の地であったナイジェリアに大きな足跡を残したが、彼らの引退した1990年代以降、国際舞台で活躍するナイジェリア選手は出てきていない。
バスケットボール選手のアキーム・オラジュワンは幼馴染みで、オディゾールがオラジュワンにアメリカ留学を薦めた。